# Richard Casey
Pour les articles homonymes, voir Casey.
Richard Gardiner Casey (29 août 1890 – 17 juin 1976), baron Casey, est un homme politique et diplomate australien. il fut le seizième gouverneur général d'Australie

## Biographie

### Jeunesse et études
Casey est né à Brisbane, au Queensland. Son père, appelé aussi Richard Gardiner Casey, est un riche éleveur et homme politique du Queensland d'origine irlandaise. Sa mère, Evelyn, est la fille de George Harris, un autre riche éleveur et homme politique du Queensland. Sa famille s'installe à Melbourne en 1893 où son père devient un riche directeur de société. 
Il obtient son diplôme de lettres au Trinity College à Cambridge en 1913 puis sa maitrise en 1918. 
Diplômé en géologie des universités de Melbourne et de Cambridge, il travaille comme géologue et ingénieur des mines jusqu'à son engagement volontaire dans les forces armées australiennes le 14 septembre 1914, au tout début de la Première Guerre mondiale. 
Casey participe à la bataille des Dardanelles comme aide de camp du général William Throsby Bridges. Casey se tient à côté de lui quand Bridges est tué par un tireur isolé. Plus tard il est affecté au front Ouest, en France où, au sein de la 1re division australienne, il gagne la Military Cross le 1er janvier 1917. Promu commandant, il reçoit l'ordre du Service distingué (ou Distinguished Service Order) le 1er janvier 1918. Il démissionne de l'armée en juin 1919 et est affecté au corps de réserve et il travaille à temps partiel au service du renseignement à Melbourne.
Son père meurt en 1919 et il s'installe à Melbourne où il prend sa succession dans des sociétés de construction et minières jusqu'en 1924 où le Premier ministre Stanley Bruce le nomme officier de liaison à Londres, un poste qu'il occupe jusqu'en 1931, envoyant en Australie des rapports secrets aussi bien économiques que politiques destinés d'abord à Bruce puis à son successeur travailliste James Scullin. En 1926, il épouse Ethel Marian Sumner (Maie) Ryan, avec qui il a deux enfants.

### Carrière politique
En 1931 Casey retourne en Australie et est élu député de Geelong pour le parti de l'Australie Unie. Le Premier ministre Joseph Lyons le nomme secrétaire d'État en 1933 avant de le nommer ministre des Finances en 1935.
En 1939, Robert Menzies devint Premier ministre pour la première fois et voyant en Casey un rival potentiel, il le rétrograda au poste de ministre du Crédit et du Développement. En 1940, Menzies le nomma ambassadeur aux États-Unis. C'était un poste capital en temps de guerre mais cela permettait aussi d'éloigner Casey du gouvernement. Casey était à Washington quand les États-Unis entrèrent en guerre et il joua un rôle important dans les accords d'alliance entre l'Australie et les États-Unis. 
Quand John Curtin devient Premier ministre, il quitte ses fonctions et va s'installer en Grande-Bretagne.
En mars 1942, il entre au cabinet de guerre de Winston Churchill comme ministre-résident au Caire, pour les questions touchant au Moyen-Orient. À ce titre, il intervient dans la grave querelle franco-britannique sur la Syrie et le Liban, tentant de calmer le trop bouillant général Edward Spears ; il est nommé Compagnon d’Honneur (CH) le 1er janvier 1944. 
En 1944, quand le Moyen-Orient cesse d'être une zone d'affrontements, le gouvernement britannique le nomme gouverneur du Bengale en Inde. Casey occupe ce poste jusqu'en 1946. 
Casey rentre alors en Australie avec l'espoir d'être élu député aux élections fédérales de cette année-là et de devenir le leader du nouveau parti libéral créé par Menzies en 1944. Casey a refusé l'offre d'être nommé pair du royaume britannique pour préserver ses chances politiques. Cependant, il arrive trop tard pour pouvoir être présélectionné sur un siège.
Les libéraux remportent les élections de 1949 et Casey retrouve son siège de député pour la circonscription de La Trobe. Menzies le nomme à nouveau ministre du Crédit et du Développement. En 1951, quand le ministre des Affaires étrangères, Percy Spender (un autre rival pour Menzies), est nommé ambassadeur à Washington, Casey le remplace. Casey occupe le poste pendant huit ans, à la période de la guerre froide, de la crise du canal de Suez, de la guerre d'Indochine et de nombreux autres événements majeurs. Il établit de bonnes relations avec Anthony Eden, John Foster Dulles et d'autres chefs politiques. Casey est aussi le ministre chargé du Commonwealth Scientific and Industrial Research Organisation (CSIRO) de mars 1950 jusqu'à sa retraite.
Casey démissionne en 1960 et occupe son poste à la Chambre des lords britannique. Il est nommé à la direction du CSIRO en 1960.
Il est anobli Baron de Berwick, Victoria (Australie), le 17 mai 1960.

#### Gouverneur général
En 1965, Menzies nomme Casey gouverneur général de l'Australie. C'est la première qu'un Premier ministre conservateur nomme un Australien à ce poste. Un des arguments qui jouent dans ce genre de choix est qu'un gouverneur général australien est considéré comme trop intriqué dans la vie politique australienne pour pouvoir jouer son rôle avec impartialité. C'est particulièrement vrai pour Casey en décembre 1967, quand le Premier ministre Harold Holt meurt,.
Casey aurait dû nommer le leader en second du parti libéral, William McMahon, Premier ministre mais en fait il nomme le leader de l'autre parti de la majorité John McEwen, leader du Country Party. Il suit en cela le précédent de 1939, quand Earle Page est nommé Premier Ministre après la mort de Joseph Lyons. Mais on prétend plus tard que Casey a choisi McEwen pour empêcher McMahon de tirer avantage de sa position dans le choix du nouveau leader du parti libéral car il partage le point de vue d'un certain nombre de membres du parti qui considère que McMahon n'est pas un Premier ministre convenable. Ce point de vue est défendu dans un livre du journaliste politique Alan Reid paru en 1969, The Power Struggle. Le biographe de Casey, W.J. Hudson explique pour sa part qu'il a voulu préserver la coalition Parti libéral-Country Party et qu'il savait que le country Party n'accepterait jamais McMahon comme Premier Ministre,.
Il est promu chevalier grand-croix de l’ordre de Saint-Michel et Saint-Georges (GCMG) le 1/09/1965. Le 10 février 1969, il est le premier Australien décoré de l’ordre de la Jarretière (KG).
Casey quitte ses fonctions en 1969 et se retire avec son épouse dans sa ferme de Berwick au Victoria. Casey est victime d'un accident de voiture en 1974 dont il ne se remet jamais complètement et il meurt en juin 1976.